# Liste der Naturdenkmale in Bad Gottleuba-Berggießhübel
Die Liste der Naturdenkmale in Bad Gottleuba-Berggießhübel nennt die Naturdenkmale in Bad Gottleuba-Berggießhübel im sächsischen Landkreis Sächsische Schweiz-Osterzgebirge.

## Definition
„Naturdenkmäler sind rechtsverbindlich festgesetzte Einzelschöpfungen der Natur oder entsprechende Flächen bis zu fünf Hektar, deren besonderer Schutz erforderlich ist
1. aus wissenschaftlichen, naturgeschichtlichen oder landeskundlichen Gründen oder
2. wegen ihrer Seltenheit, Eigenart oder Schönheit.“

„§ 18 – Naturdenkmäler – (zu § 28 BNatSchG)
(1) Die Erklärung nach § 22 Abs. 1 BNatSchG von Teilen von Natur und Landschaft als Naturdenkmal erfolgt durch Rechtsverordnung oder Einzelanordnung.
(2) Über § 28 Abs. 1 BNatSchG hinaus können Naturdenkmäler zur Sicherung von Lebensgemeinschaften oder Lebensstätten von im Bestand gefährdeten oder streng geschützten Arten festgesetzt werden.“

## Liste
Link zu einem Kartenansichtstool, um Koordinaten zu setzen.
| Bild                          | Bezeichnung                                            | Lage                                                             | Beschreibung | Datum      | Nummer  |
| ----------------------------- | ------------------------------------------------------ | ---------------------------------------------------------------- | ------------ | ---------- | ------- |
| BW                            | Markersbacher Granit                                   | (50° 51′ 37,6″ N, 14° 0′ 7,3″ O)                                 |              |            | SSZ 007 |
| BW                            | Magnetitskarn                                          | (50° 52′ 9″ N, 13° 57′ 37″ O)                                    |              |            | SSZ 011 |
| mehr Fotos \| Fotos hochladen | Langenhennersdorfer Wasserfall                         | (50° 53′ 46,9″ N, 13° 59′ 34″ O)                                 |              |            | SSZ 013 |
| BW                            | Turmalingranit bei Cratza                              | (50° 50′ 6,7″ N, 13° 58′ 52,4″ O)                                |              |            | SSZ 023 |
| BW                            | Zauschengrund Bahratal                                 | (50° 49′ 59,3″ N, 14° 1′ 3,7″ O)                                 |              |            | SSZ 030 |
| BW                            | Zauschengrund Bahratal                                 | (50° 50′ 5,4″ N, 14° 1′ 8,2″ O)                                  |              |            | SSZ 030 |
| BW                            | Kochemoor Markersbach                                  | (50° 49′ 46,2″ N, 14° 0′ 20,9″ O)                                |              |            | SSZ 031 |
| BW                            | Poetengang Gottleuba                                   | (50° 52′ 0,9″ N, 13° 56′ 42,1″ O)                                |              |            | SSZ 032 |
| BW                            | Feldgehölz Giesenstein (ehem. Bergbusch Bad Gottleuba) | (50° 51′ 31,9″ N, 13° 56′ 30,8″ O)                               |              |            | SSZ 039 |
| BW                            | Trockenhang Hartmannsbach                              | (50° 50′ 8,5″ N, 13° 54′ 34,7″ O)                                |              |            | SSZ 048 |
| BW                            | Nasswiese Buchenhain                                   | (50° 50′ 10,3″ N, 14° 0′ 29,1″ O)                                |              |            | SSZ 052 |
| BW                            | Feuchtsenken bei Markersbach                           | (50° 50′ 50,2″ N, 13° 58′ 23,6″ O)                               |              |            | SSZ 053 |
| BW                            | Feuchtsenken bei Markersbach                           | (50° 50′ 49,9″ N, 13° 58′ 25,6″ O)                               |              |            | SSZ 053 |
| mehr Fotos \| Fotos hochladen | Hohler Stein bei Oelsen                                | (50° 49′ 9,2″ N, 13° 55′ 46,6″ O)                                |              |            | SSZ 057 |
| BW                            | Wiese am Haselberg                                     | (50° 50′ 23,7″ N, 13° 56′ 16,3″ O)                               |              |            | SSZ 082 |
| BW                            | Buchenberg westlich der Klarenswiese bei Berggießhübel | (50° 51′ 44,7″ N, 13° 58′ 18″ O)                                 |              |            | SSZ 149 |
| BW                            | Rotbuchen-Altholz am Zweiweg bei Berggießhübel         | (50° 51′ 12,5″ N, 13° 59′ 3,1″ O)                                |              |            | SSZ 150 |
| BW                            | Rotbuchen-Altholz am Birkenweg bei Hellendorf          | (50° 49′ 26,4″ N, 13° 59′ 38″ O)                                 |              |            | SSZ 156 |
| BW                            | Quellhang Hartmannsbach                                | (50° 49′ 54,4″ N, 13° 54′ 38,5″ O)                               |              |            | SSZ 158 |
| BW                            | Rehwiese Hartmannsbach                                 | (50° 50′ 8,6″ N, 13° 54′ 26,9″ O)                                |              |            | SSZ 159 |
| BW                            | Hainwiese Oelsen                                       | (50° 49′ 0,8″ N, 13° 55′ 58,9″ O)                                |              |            | SSZ 160 |
| BW                            | Kastanie im Oelsengrund                                | Oelsengrund (50° 47′ 58,5″ N, 13° 54′ 41,2″ O)                   |              | 2, 4, 5    | ssz 009 |
| BW                            | Sommerlinde im Oelsengrund                             | Oelsengrund (50° 47′ 51,7″ N, 13° 54′ 37,6″ O)                   |              | 2, 5       | ssz 010 |
| BW                            | Prachtbuche bei der Panoramahöhe Berggießhübel         | Berggießhübel (50° 51′ 50,6″ N, 13° 57′ 24,8″ O)                 |              | 1, 2, 4, 5 | ssz 055 |
| Fotos hochladen               | Kastanie am Steinkreuz nahe Oelsener Höhe              | Oelsen (50° 48′ 0″ N, 13° 55′ 51,6″ O)                           |              | 2, 5       | ssz 103 |
| BW                            | Linden an Mieths Ruhe bei Oelsen                       | Gottleuba (50° 48′ 59,7″ N, 13° 56′ 48,4″ O)                     |              | 2, 3, 5    | ssz 104 |
| BW                            | Hoflinde an der Fischermühle in Hartmannsbach          | Ober- und Niederhartmannsbach (50° 50′ 43,5″ N, 13° 55′ 59,3″ O) |              | 1, 5       | ssz 102 |
| BW                            | Zwei Bergahorne am Bienhof                             | Bienhof (50° 48′ 21,1″ N, 13° 56′ 55,6″ O)                       |              | 1, 3       | ssz 100 |

Das Nummernschema des Landkreises unterscheidet
- Einzelnaturdenkmal = Kleinbuchstaben (ssz 001 Winterlinde in Neustadt; …)
- Flächennaturdenkmal = Großbuchstaben (SSZ 001 Erlpeterquelle Pirna; …)